# کمپو بایکسو
کمپو بایکسو (به لاتین: Campo Baixo) یک روستا در دماغه سبز است.